# Coopération de défense nordique
Le NORDEFCO (acronyme de Nordic Defence Cooperation et traduit en français par Coopération de défense nordique) est un programme de collaboration entre les pays nordiques dans le domaine de la défense. Ses cinq membres sont ceux qui composent le Conseil nordique : le Danemark, la Finlande, l'Islande, la Norvège et la Suède.

## Fonctionnement
Le but de l'organisation est de renforcer les capacités de défense des pays membres en identifiant les domaines de coopération et de promouvoir des solutions efficaces. Le protocole d'accord a été signé à Helsinki le 4 novembre 2009, succédant au NORDSUP, NORDAC et NORDCAPS (les accords de coopération précédents).
La participation au NORDEFCO est volontaire et les États peuvent choisir dans quels domaines ils veulent collaborer et dans quelles mesures. Cela signifie que la coopération bilatérale peut se produire aussi bien que celle multilatérale ; il est également possible dans le cadre de l'organisation, de travailler avec des pays non-nordiques dans les domaines où il y a une valeur ajoutée à le faire.
Le NORDEFCO ne constitue pas une alliance militaire ou politique entre les nations et n'est pas mis en concurrence dans les relations des pays avec l'Union européenne, l'OTAN ou l'ONU. Sur le terrain, cela se traduit par une participation conjointe à des exercices militaires internationaux comme les Exercices Arctic Challenge, des missions de maintien de la paix ou de surveillance communes des espaces aériens et maritimes.

## Organisation
La présidence du NORDEFCO est tournante, elle est assurée par l'un des États membres, mais ce sont les ministres de la Défense qui en sont responsables ; ils se réunissent deux fois par an et président le Comité directeur des politiques de défense nordique. Sous ce comité est le Comité militaire de coordination nordique, composé des chefs d'État-Major des armées.
Les domaines de coopération (COPAS) sont divisés en cinq sections :
- Développement stratégique (COPA SD)
- Capacités (COPA CAPA)
- Ressources humaines et de l'éducation (COPA HR & E)
- Formation et exercices (COPA TR & EX)
- Opérations (OPS COPA)

En plus des domaines de coopération, le NORDEFCO  est également chargé de coordonner et de faciliter la coopération en matière d'acquisition de matériel militaire et de gestion des entreprises de défense des pays membres.